# Kaushalya Bannerji
Kaushalya Bannerji escritora canadiense nacida en Calcuta. Ha traducido del castellano obras de Josefina de Diego o Silvio Rodríguez. 
Reside actualmente en Toronto y su padre es el intelectual Himani Bannerji. En su obra trata temas como el dilema de la voluntad de muchas lesbianas de conservar su identidad cultural y raíces. 

## Obra
- "No Apologies" en A Lotus of Another Color: An Unfolding of the South Asian Gay and Lesbian Experience, ed. Rakesh Ratti (Boston: Alyson Publications, Inc., 1993) 59-64.
- A New Remembrance: Poems, (Toronto: TSAR, 1995).
- Pearls of Passion: A Treasury of Lesbian Erotica (Ed. Makeda Silvera et al.) (Toronto: Sistervision Press, 1996)